# Gyostega tricristata
Gyostega tricristata är en fjärilsart som beskrevs av W. Warren 1909. Gyostega tricristata ingår i släktet Gyostega och familjen mätare. Inga underarter finns listade i Catalogue of Life.